# Polly Higgins
Pour les articles homonymes, voir Higgins.
Polly Higgins (née Pauline Helène (Polly) Higgins le 4 juillet 1968 et morte le 21 avril 2019) est une avocate, auteur et écologiste écossaise, décrite par le Guardian comme « l'une des figures les plus inspirantes du mouvement vert ». Ayant abandonné une prometteuse carrière d'avocate en droit commercial et corporatif et vendu sa maison pour se consacrer à la défense de l'environnement, elle est à l'origine de la popularisation du concept d’écocide par ses campagnes visant à faire pression sur la Commission du droit des Nations unies pour que l'écocide soit reconnu comme crime international. Polly Higgins a écrit trois livres, dont Eradicating Ecocide, et créé le groupe Earth Protectors, qui continue son œuvre après son décès d'un cancer fulgurant, à l'age de 50 ans.

## Biographie
Higgins fait ses études dans les villes écossaises d'Aberdeen et de Glasgow, ainsi qu'à Utrecht, aux Pays-Bas.

## Travaux
En 2010, elle présente à la Commission du droit international des Nations unies une proposition d’amendement au Statut de Rome visant à y faire reconnaître le crime d’écocide comme cinquième crime contre la paix, en plus des crimes internationaux déjà inscrits de génocide, crimes contre l’humanité, crimes de guerre et crime d’agression.
Le 22 janvier 2013, elle accompagne le lancement officiel au Parlement européen de l'initiative citoyenne européenne End Ecocide in Europe, qui devient par la suite le mouvement End Ecocide on Earth, dont les objectifs sont directement inspiré de ses travaux.  
C'est quelques mois après son décès que sa campagne Stop Ecocide, lancée en 2017, rencontre une première victoire avec le dépôt d'une demande officielle de la République de Vanuatu pour que le Statut de Rome soit amendé en vue de considérer l'écocide comme un crime international.